# Werner Adolf Heinrich von Spiegel

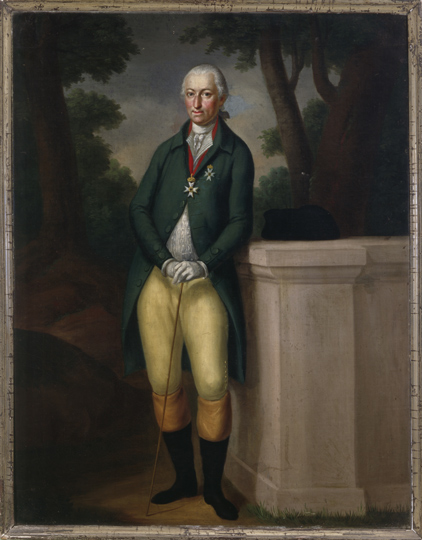
Werner Adolf Heinrich von Spiegel zum Desenberg, um 1800, Gleimhaus Halberstadt

Werner Adolf Heinrich Freiherr Spiegel zum Desenberg (* 21. August 1754 auf Schloss Seggerde; † 21. November 1828 in Halberstadt) war Rittergutsbesitzer und Domherr zu Halberstadt.
Er entstammte dem altwestfälischen Adelsgeschlecht Spiegel. Seine Eltern waren Ernst Ludwig Christoph von Spiegel und Ehrengard Melusine Johanna Spiegel zu Peckelsheim aus dem anderen spiegelschen Familienzweig, Tochter des halberstädtischen Domherrn Werner Ludwig Freiherr von Spiegel zu Peckelsheim. 
Werner Adolf Heinrich von Spiegel war Alleinerbe der Burg und Herrschaft Desenberg, Gut Rothenburg, Gut Übelngönne und Schloss Seggerde. 
Werner Adolf Heinrich von Spiegel heiratete am 24. März 1801 Sofie Henriette Wilhelmine von Seckendorff (* 29. Juni 1764 in Ansbach; † 7. Februar 1850 auf Schloss Seggerde). Sie hatten drei Kinder, von denen nur ihr Sohn Werner Friedrich Julius Stephan von Spiegel das Kindesalter überlebte.